# Julodis pilosa
Julodis pilosa es una especie de escarabajo del género Julodis, familia Buprestidae. Fue descrita científicamente por Fabricius en 1798.